# Cyatholaimus striatipunctatus
Cyatholaimus striatipunctatus is een rondwormensoort uit de familie van de Cyatholaimidae. De wetenschappelijke naam van de soort is voor het eerst geldig gepubliceerd in 1865 door Bastian.